# Sanewashing
Il sanewashing è l'atto di minimizzare gli aspetti radicali percepiti di una persona o di un'idea per farli apparire più accettabili a un pubblico più ampio.

## Storia
Il termine è stato inizialmente coniato nelle discussioni online sul taglio ai finanziamenti alla polizia nel 2020, ma è salito alla ribalta nella critica delle pratiche mediatiche relative a Donald Trump nelle elezioni presidenziali degli Stati Uniti del 2024. Le organizzazioni giornalistiche e i commentatori dei media hanno suggerito azioni che sia i lettori che gli scrittori possono intraprendere per mitigare il sanewashing.
Il primo utilizzo del termine sanewashing risale al 2007 in un post di un blog scritto dall'accademico Dale Carrico. Il primo utilizzo noto del termine in un contesto politico è attribuito a un utente di r/neoliberal, un forum Reddit per neoliberisti, nel 2020. Nel 2024 il giornalista Aaron Rupar è stato accreditato come il primo ad utilizzare il termine nel contesto specifico del resoconto mediatico della campagna presidenziale del 2024 di Donald Trump.